# Lyonsia lucasana
Lyonsia lucasana är en musselart som beskrevs av Bartsch och Alfred Rehder 1939. Lyonsia lucasana ingår i släktet Lyonsia och familjen Lyonsiidae. Inga underarter finns listade i Catalogue of Life.